# Borosilikatglas

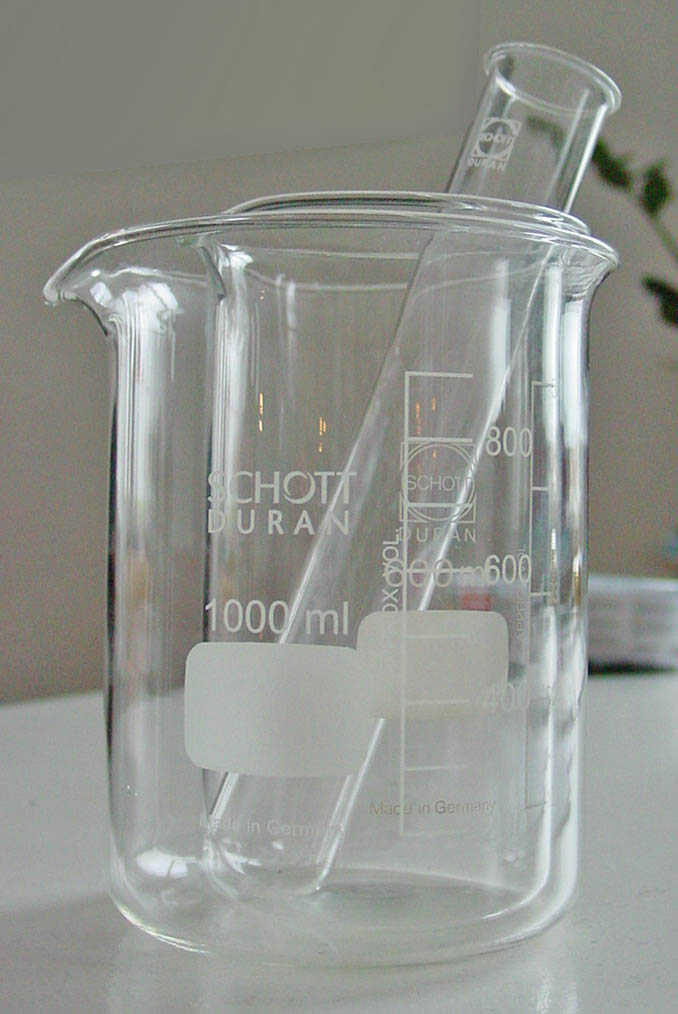
Ein Becherglas mit einem Reagenzglas aus Borosilikatglas

Borosilikatglas, auch Borosilicatglas, Borsilikatglas oder kurz Borglas ist ein sehr chemikalien- und temperaturbeständiges Glas, das vor allem für Glasgeräte im Labor, der chemischen Verfahrenstechnik und im Haushalt eingesetzt wird. Die gute chemische Beständigkeit gegenüber Wasser, vielen Chemikalien und pharmazeutischen Produkten (hydrolytische Klasse 1) erklärt sich durch den Bor-Gehalt der Gläser. Die Unempfindlichkeit gegen plötzliche Temperaturschwankungen ist eine Folge des geringen Wärmeausdehnungskoeffizienten von etwa 3,3 · 10−6 K−1. Zum Vergleich: Der Wärmeausdehnungskoeffizient von Kalk-Natron-Glas, das häufig zur Fertigung von Flaschen, Lebensmittelverpackungen, Trinkgläsern und Flachglas verwendet wird, ist etwa 9 · 10−6 K−1.
Erstmals hergestellt wurde Borosilikatglas als Normalthermometerglas 1886/1887 von dem deutschen Chemiker und Glastechniker Otto Schott.

## Zusammensetzung

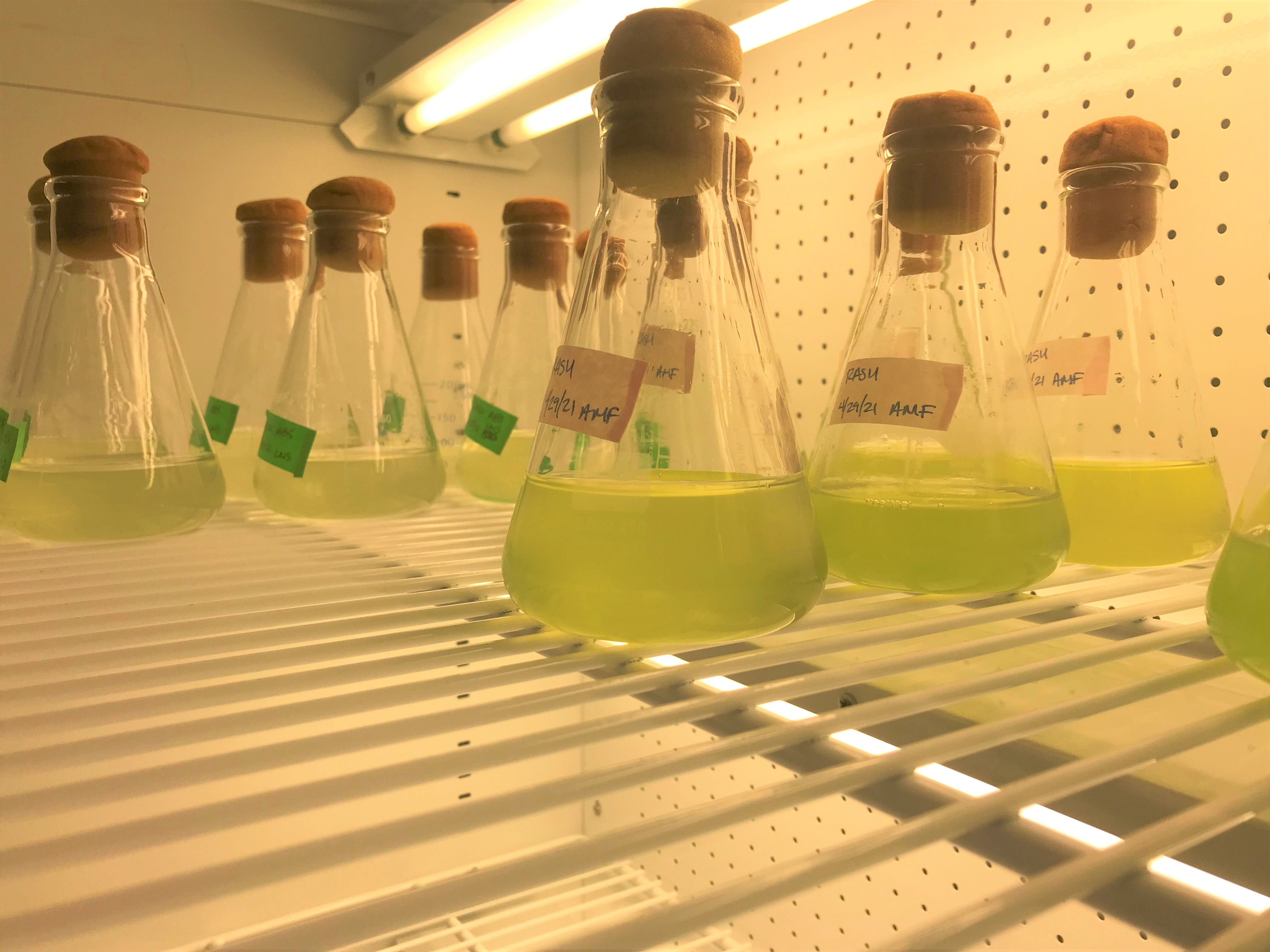
Kulturen in Erlenmeyerkolben

Borosilikatglas besteht – rechnerisch – aus
- 70 % bis 80 % Siliciumdioxid (SiO2)
- 7 % bis 13 % Bortrioxid (B2O3).
- 4 % bis 8 % Alkalioxiden (Natriumoxid Na2O; Kaliumoxid K2O)
- 2 % bis 7 % Aluminiumoxid (Al2O3)
- 0 % bis 5 % Erdalkalioxiden (CaO, MgO, …)

Der Name der Glasgruppe ist aus den beiden Komponenten mit den größten Anteilen abgeleitet.

## Eigenschaften
Die mechanischen, optischen und chemischen Eigenschaften von Borosilikatgläsern ähneln sich. Hier sind beispielhaft die Eigenschaften von Duran angegeben.
| Eigenschaft                               | Wert                                                         | Anmerkung                                       |
| ----------------------------------------- | ------------------------------------------------------------ | ----------------------------------------------- |
| Brechungsindex für oranges Licht (587 nm) | {\displaystyle n=1{,}473}                                    | Deutlich niedriger als Flintglas                |
| Abbe-Zahl                                 | {\displaystyle \nu =65}                                      | Damit handelt es sich um ein typisches Kronglas |
| Dichte                                    | {\displaystyle \rho =2{,}23~\mathrm {g\;cm^{-3}} }           | Etwa um 10 % leichter als Fensterglas.          |
| E-Modul                                   | {\displaystyle E=64\cdot 10^{3}~{\rm {N~mm^{-2}}}}           |                                                 |
| Relative Dielektrizitätszahl              | {\displaystyle \varepsilon _{\text{r}}=4{,}6}                | Für f = 1 MHz bei T = 25 °C                     |
| Wärmeausdehnungskoeffizient               | {\displaystyle \alpha =3{,}3\cdot 10^{-6}~\mathrm {K^{-1}} } | Etwa 40 % des Wertes von Fensterglas            |
| Wärmeleitfähigkeit                        | {\displaystyle k=1{,}2~{\rm {W~K^{-1}~m^{-1}}}}              | Ähnlich wie Zement                              |
| Spezifische Wärmekapazität                | {\displaystyle C=830~{\rm {J~kg^{-1}~K^{-1}}}}               |                                                 |
| Maximale Arbeitstemperatur                | {\displaystyle T_{\rm {max}}=500~{\rm {^{\circ }C}}}         |                                                 |
| Glasübergangstemperatur                   | {\displaystyle T_{\rm {glas}}=525~{\rm {^{\circ }C}}}        |                                                 |
| Erweichungspunkt                          | {\displaystyle T=825~{\rm {^{\circ }C}}}                     |                                                 |

Borosilikatglas verhält sich gegenüber den meisten Chemikalien nahezu inert. Der Abtrag des Glases ist sehr gering, aber nicht null. Es gibt Prüfverfahren nach: ISO 720 (Hydrolytische Beständigkeit), ISO 695 (Laugenbeständigkeit) und DIN 12116 (Säurebeständigkeit). Es wird bei dauerhafter Einwirkung von Flusssäure, konzentrierter, heißer Phosphorsäure und konzentrierten Laugen wie Natronlauge angegriffen.

### Verwandte Gläser
Aus Gründen der Klassifizierung kann Borosilikatglas entsprechend seiner Oxidzusammensetzung (in Massenanteilen) grob in die folgenden Gruppen eingeordnet werden. Charakteristisch für Borosilikatgläser sind erhebliche Mengen an Siliziumdioxid (SiO2) und Boroxid (ab 8 % B2O3), die als Glasbildner fungieren. Die Menge an Boroxid beeinflusst die Glaseigenschaften in einer bestimmten Weise. Neben den hochresistenten Sorten (B2O3 bis maximal 13 %) gibt es noch Weitere, die aufgrund der unterschiedlichen Strukturierung des Boroxids im Strukturnetzwerk nur eine geringe Chemikalienbeständigkeit aufweisen (B2O3-Gehalt über 15 %). Daher unterscheidet man zwischen den folgenden Subtypen.
Erdalkalifreie Borosilikatgläser (Borosilikatglas 3.3)
Der B2O3-Gehalt bei Borosilikatglas liegt üblicherweise zwischen 12…13 % und der SiO2-Gehalt bei über 80 %. Die hohe Chemikalienbeständigkeit und geringe Wärmeausdehnung  von 3,3 · 10−6 K−1 – die niedrigste Ausdehnung aller handelsüblichen Gläser für umfassende technische Anwendungen – machen es zu einem vielseitig einsetzbaren Glasmaterial. Hochwertige Borosilikat-Flachgläser werden in einer Großzahl von Industriezweigen eingesetzt, hauptsächlich für technische Anwendungen, die entweder eine gute Wärmebeständigkeit, eine ausgezeichnete chemische Beständigkeit oder eine hohe Lichtdurchlässigkeit in Kombination mit einer makellosen Oberflächenqualität fordern. Andere typische Anwendungsbereiche für verschiedene Formen von Borosilikatglas sind Glasröhrchen, Glasrohrleitungen, Glasbehälter usw., die insbesondere in der chemischen Industrie zum Einsatz kommen.
Erdalkalihaltige Borosilikatgläser
Zusätzlich zu einem SiO2-Gehalt von ungefähr 75 % und 8…12 % B2O3, enthalten diese Gläser einen Anteil von bis zu 5 % an Erdalkalien und Aluminiumoxid (Al2O3). Dies ist ein Subtyp von etwas weicheren Gläsern (vergleichbar mit nicht-erdalkalihaltigen Borosilikatglas), der thermische Ausdehnungen im Bereich 4…5 · 10−6 K−1 aufweist.
Hochborsäurehaltige Borosilikatgläser
Gläser, die zusätzlich B2O3 und 65…70 % SiO2 enthalten sowie geringe Mengen an Alkalien und Al2O3, weisen niedrigere Erweichungspunkte und eine geringe Wärmeausdehnung auf. Verschmelzanpassung an Wolfram-Molybdän-Legierungen sowie eine hohe elektrische Isolation sind die wichtigsten Eigenschaften dieser Gläser. Der erhöhte B2O3-Gehalt verringert die chemische Beständigkeit; In dieser Hinsicht unterscheiden sich die Borosilikatgläser weitgehend von erdalkalifreien und erdalkalihaltigen Borosilikatgläsern. Zu den hochborsäurehaltigen Gläsern gehören auch Borosilikatgläser, die für UV-Strahlung durchlässig sind und dabei die besten Eigenschaften von Borosilikat- und Quarzglas kombinieren.

## Anwendungsbereiche
Borosilikatglas wird vielfach als Behälterglas in der Chemie der Industrie sowie in der Forschung verwendet, wo Gefäße wie Erlenmeyerkolben, Bechergläser und Reagenzgläser verwendet werden.
Borosilikatglas nach DIN 7080 wird in Schauglasarmaturen eingesetzt, welche oft in Behälterschaugläsern und Durchflussschaugläsern verwendet werden.
Borosilikatglas nach DIN 7081 wird in Längsschauglasarmaturen verwendet.
Borosilikatglas wird auch als Flachglas hergestellt. Ein Herstellungsverfahren hierfür ist unter dem Namen Borofloat (Zusammenziehung der Worte Borosilikatglas und Floatglasverfahren) bekannt.
Borosilikatglas ist die Trägersubstanz zur inerten Lagerung radioaktiver Abfälle. Im Schmelzverfahren werden Glasmasse und radioaktive Substanz gemischt und abgefüllt (beispielsweise bei Eurochemic in Mol (Belgien) bis 1974, Verglasungseinrichtung Karlsruhe (Deutschland)  bis 1990, Atelier Vitrification Marcoule in der Nuklearanlage Marcoule (Frankreich) bis 1999, Wiederaufarbeitungsanlage La Hague in La Hague (Frankreich) bis heute, Sellafield bei Seascale (UK) bis heute).
Borosilikatglas findet ebenfalls als dünne Deckschicht bei Hitzeschutzkacheln Verwendung, welche zum Beispiel bei Space Shuttles zum Einsatz kamen.

## Handelsnamen
Borosilikatglas wird in leicht unterschiedlichen Zusammensetzungen unter verschiedenen Handelsnamen angeboten:
- Boran von Mennes, Borosilicatglasrohre, -stäbe und -kapillaren, gerade und gebogen, für Armaturenbau, Apparatebau, Maschinenbau, Anlagenbau und Leuchtenherstellung
- Borofloat von Schott, ein Borsilikatglas, das wie Fensterglas in einem Floatprozess zu flachen Scheiben gegossen wird.
- BK7 von Schott, ein Borosilikatglas mit besonders großer Reinheit. Haupteinsatzgebiet sind Linsen und Spiegel für Laser, Kameras und Teleskope.
- Duran von der DWK Life Sciences, ähnlich wie Pyrex, Simax oder Jenaer Glas.
- Fiolax von Schott; Haupteinsatzgebiet sind Behälter in der Medizin.
- Ilmabor von TGI (2014 Insolvenz); Haupteinsatzgebiet waren Gefäße und Geräte in Laboren und für Medizin.
- Jenaer Glas von Zwiesel Kristallglas, ehemals Schott AG. Haupteinsatzgebiet ist Küchengeschirr.
- Pyrex von Arc International Cookware, ehemals Corning; Haupteinsatzgebiet ist Küchengeschirr, ehemals auch Laborbehälter.
- Rasotherm von  VEB Jenaer Glaswerk Schott & Genossen, fand breite Anwendung als Technisches Glas.
- Simax von Pegasus Industrial Specialties[7] oder Kavalier Glaswerke[8], ähnlich wie Pyrex oder Jenaer Glas.
- Willow Glass ist ein alkalifreies, sehr dünnes und biegsames Borosilikatglas der Firma Corning.
- Suprax von Schott (hergestellt durch Auer Lighting), ein Borosilikatglas für Linsen, Kollimatoren, Reflektoren und Schaugläser.
- Borcam von Paşabahçe. Haupteinsatzgebiet ist Küchengeschirr.
- E6 von Ohara Corporation, als Spiegelträger großer Spiegelteleskope
- LM55 von Ludwig Mohren KG, als Flachgläser oder in Ringform für industrielle Anwendungen